# Casarabonela
Casarabonela est une commune de la province de Malaga, dans la communauté autonome d'Andalousie, en Espagne.

## Géographie
Casarabonela est située à 45 km de la ville de Malaga et à 54 km de Marbella.
La situation géographique de la commune de Casarabonela, est exceptionnelle, entourée par la rivière Guadalhorce, la comarque naturelle de Ronda par le mont Alcaparaín (1 200 m), le mont Prieta (1 521 m) et tout proche de la rivière Turon (es) (rio Turon). Elle est incluse dans le Parc Naturel de la Sierra de las Nieves déclaré Réserve de biosphère par l'UNESCO en 1995.

## Histoire
Des outils préhistoriques ont été découverts dans la commune.

## Économie
Casarabonela vit essentiellement de l'agriculture : l'huile d'olive et de l'activité oléicole.